# Западная чесночница
Западная чесночница (лат. Pelobates cultripes) — вид земноводных из семейства чесночниц.
Общая длина достигает 11 см. Наблюдается половой диморфизм — самка больше самца. Голова широкая, большая. Глаза с вертикальными зрачками. Барабанная перепонка отсутствует. У самца отсутствует резонатор. Телосложение плотное. Кожа гладкая. Грудь окостенелая. Лапы короткие. Перепонки между пальцами задних лап хорошо развиты. Внутренний пяточный бугор на задних конечностях достаточно большой. В период размножения у самца появляются бугорки на ладонях и предплечьях.
Окраска спины колеблется от серого, коричневого и жёлтого до тёмно-коричневого или зелёного, с небольшими светлыми пятнами. Иногда окраска равномерная. Брюхо светлое, с тёмными пятнами. Внутренний пяточный бугор чёрного цвета.
Любит дюны, сельскохозяйственные ландшафты, поля, луга. Встречается на высоте до 1770 метров над уровнем моря. Активна ночью. Питается пауками и жужелицами. Летом впадает в спячку.
Спаривание происходит при помощи амплексуса. Размножение происходит с октября по май. Самка откладывает яйца порциями, составляя своеобразные шнуры. В них бывает до 7000 яиц. Личинки появляются через 2 недели. Метаморфоз длится 4—6 месяцев.
Продолжительность жизни составляет 10—15 лет.
Обитает на Пиренейском полуострове (кроме севера) в Португалии и Испании, а также в юго-восточной и западной Франции.